# Tetracanthella calcarata
Tetracanthella calcarata är en urinsektsart som beskrevs av Louis Deharveng 1987. Tetracanthella calcarata ingår i släktet Tetracanthella och familjen Isotomidae. Inga underarter finns listade i Catalogue of Life.